# Herbert Floss
Herbert Floss, o Floß (Dippoldiswalde, 25 agosto 1912 – Zawadówka, 22 ottobre 1943), è stato un militare tedesco che partecipò all'Aktion T4 (Programma nazista di eutanasia) e all'Aktion Reinhardt, nome in codice dato al progetto di sterminio degli ebrei in Polonia.

## Biografia
Floss aderì nel 1930 al Partito Nazionalsocialista Tedesco dei Lavoratori, nel 1931 alle SA e nel 1935 alle SS. Prestò servizio a Sobibór dalla sua entrata in funzione nell'aprile 1942 fino alla rivolta del 14 ottobre 1943. In precedenza aveva lavorato a Buchenwald e in diversi centri di sterminio  nell'ambito dell'Aktion T4. Nel 1942 ricoprì per alcune settimane la funzione di comandante ad interim del campo di Sobibór fino a quando gli successe Gustav Wagner.
Floss operò anche nel campo II (il cosiddetto Totenlager) del campo di sterminio di Treblinka, essendo un esperto in attività crematorie. Un suo collega, l'ufficiale delle SS di Treblinka Heinrich Matthes, affermò che Floss giunse al campo nel novembre 1942 e che si occupò dell'installazione di una sorta di pira usata per la cremazione dei cadaveri degli ebrei assassinati, costruita con l'uso di binari ferroviari.
Alla fine del luglio 1943, la cosiddetta "brigata della morte" ebraica che operava nel Totenlager, sotto la supervisione di Floss, aveva cremato ben circa 700.000 cadaveri. A Sobibór Floss si occupò anche dell'addestramento delle guardie ucraine. Una settimana dopo la rivolta, accompagnò un gruppo di queste a Lublino, ma mentre il treno si trovava all'altezza di Zawadówka, villaggio del comune rurale di Chełm, venne da loro sopraffatto e ucciso con la sua stessa pistola mitragliatrice, poiché non volevano fare ritorno al campo di concentramento di Trawniki.